# Madelyn Cline
Madelyn Renee Cline (Goose Creek (South Carolina), 21 december 1997) is een Amerikaanse actrice en model. Ze speelde als Sarah Cameron in de Netflix-tienerdramaserie Outer Banks (2020-heden) en als Whisky in Rian Johnsons mysteriefilm Glass Onion: A Knives Out Mystery (2022).
Cline bracht als kind haar zomers door in New York om genoeg kansen te vinden om haar reputatie in de theaterwereld te vestigen. Ze begon met modellenwerk op tienjarige leeftijd en deed talloze reclamecampagnes, onder meer voor T-Mobile, Next kleding en verscheen zelfs op de cover van het tijdschrift American Girl.
Nadat ze aan de Universiteit van South Carolina in Columbia had gestudeerd, stopte ze uiteindelijk halverwege om een acteer-carrière na te streven en verhuisde ze naar Los Angeles.
In 2020 speelde ze samen met Outer Banks-tegenspeler Chase Stokes (met wie ze een relatie heeft gehad) in de videoclip Hot Stuff van Kygo en Donna Summer.

## Filmografie

### Film
| Jaar | Titel                             | Rol             |
| ---- | --------------------------------- | --------------- |
| 2011 | 23rd Psalm: Redemption            | Maya Smith      |
| 2016 | Savannah Sunrise                  | Willow          |
| 2018 | Boy Erased                        | Chloe           |
| 2019 | The Giant                         | Olivia          |
| 2020 | What Breaks the Ice               | Emily           |
| 2021 | This Is the Night                 | Sophia Larocca  |
| 2022 | Glass Onion: A Knives Out Mystery | Whiskey         |
| 2025 | I Know What You Did Last Summer   | Danica Richards |

### Televisie
| Jaar       | Titel           | Rol             | Opmerkingen    |
| ---------- | --------------- | --------------- | -------------- |
| 2016       | The Jury        | Grace Alexander | Televisiefilm  |
| 2016–2017  | Vice Principals | Taylor Watts    | 3 afleveringen |
| 2017       | The Originals   | Jessica         | 3 afleveringen |
| 2017       | Stranger Things | Tina            | 2 afleveringen |
| 2020-heden | Outer Banks     | Sarah Cameron   | Hoofdrol       |